# Kofun-Zeit
Die Kofun-Zeit (japanisch 古墳時代, kofun-jidai) ist eine Periode der japanischen Geschichte, die sich von etwa 300 bis 538 n. Chr. erstreckt. Sie bildet die erste Hälfte der Yamato-Periode. Aus dieser Zeit stammen die namengebenden großen Schlüsselgräberanlagen. Es gab einen engen politischen Kontakt mit dem Nachbarland Korea und Einwanderung von Korea nach Japan. Ab dem 5. Jahrhundert fand die Übernahme und Anpassung der chinesischen Schrift statt.

## Zeitliche Abgrenzung
Die zeitliche Abgrenzung von Epochen der frühen Geschichte ist meist mit einer gewissen Willkürlichkeit und Unschärfe behaftet. Da sich die Abgrenzung der Kofun-Zeit an den für sie charakteristischen Hügelgräbern („Kofun“) festmacht, liegt ihr Beginn irgendwo in der zweiten Hälfte des 3. Jahrhunderts, aus der die ersten solcher Gräber bekannt wurden, und endet 538, als die Kofun bei den Herrscherfamilien außer Gebrauch gerieten. Dennoch wurden auch in der gesamten folgenden Asuka-Zeit noch Kofun errichtet. Gelegentlich findet man deshalb das Ende der Kofun-Zeit (inkl. Asuka-Zeit) auch mit dem Jahr 710 angegeben.

## Übersicht

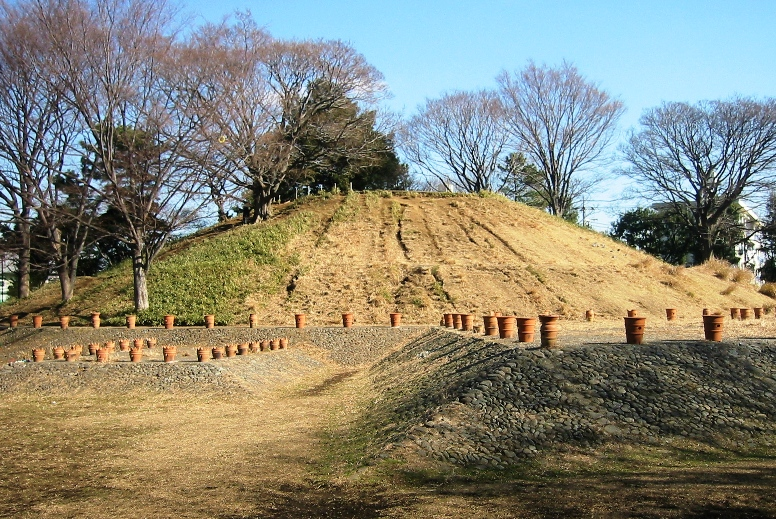
Noge-Ōtsuka Kofun-Grabhügel, frühes fünftes Jahrhundert

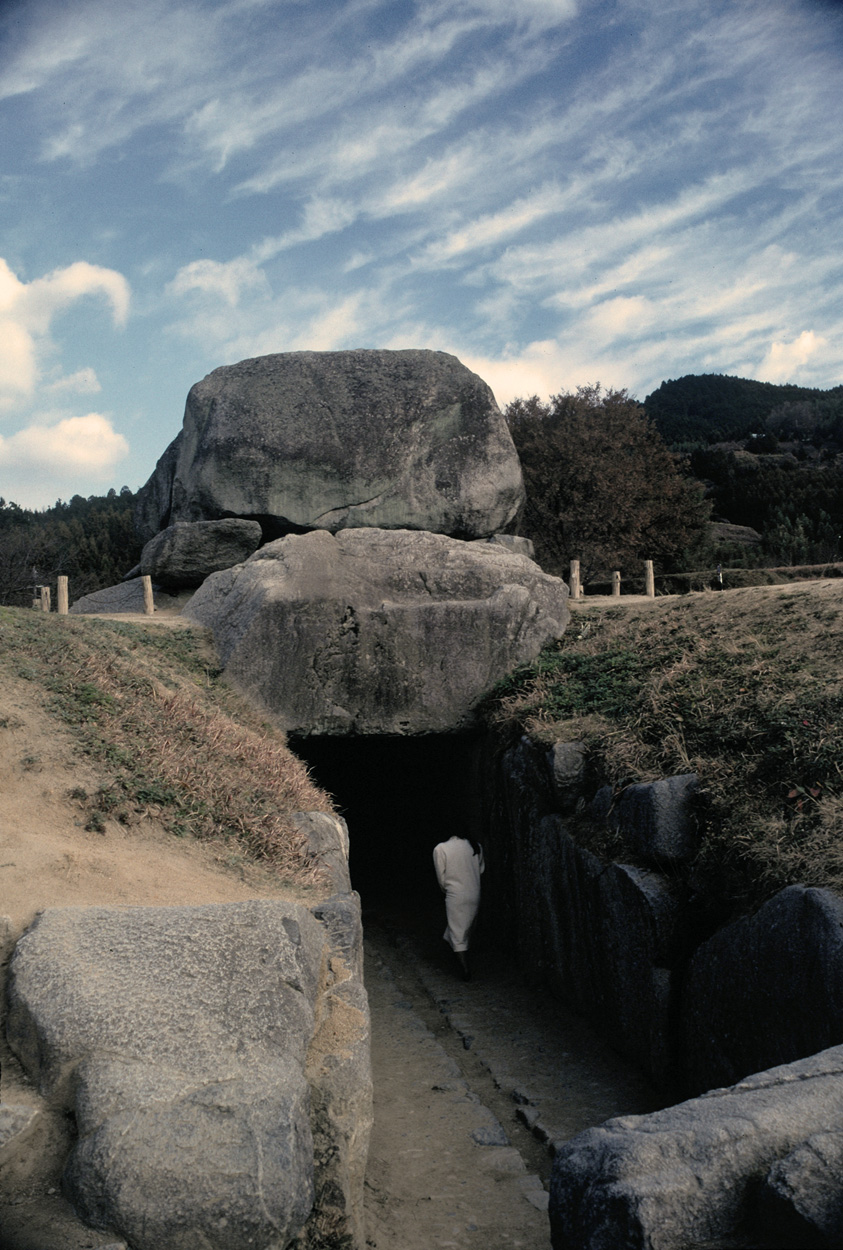
Eine späte Kofun-Grabkammer, die Erdbedeckung wurde entfernt

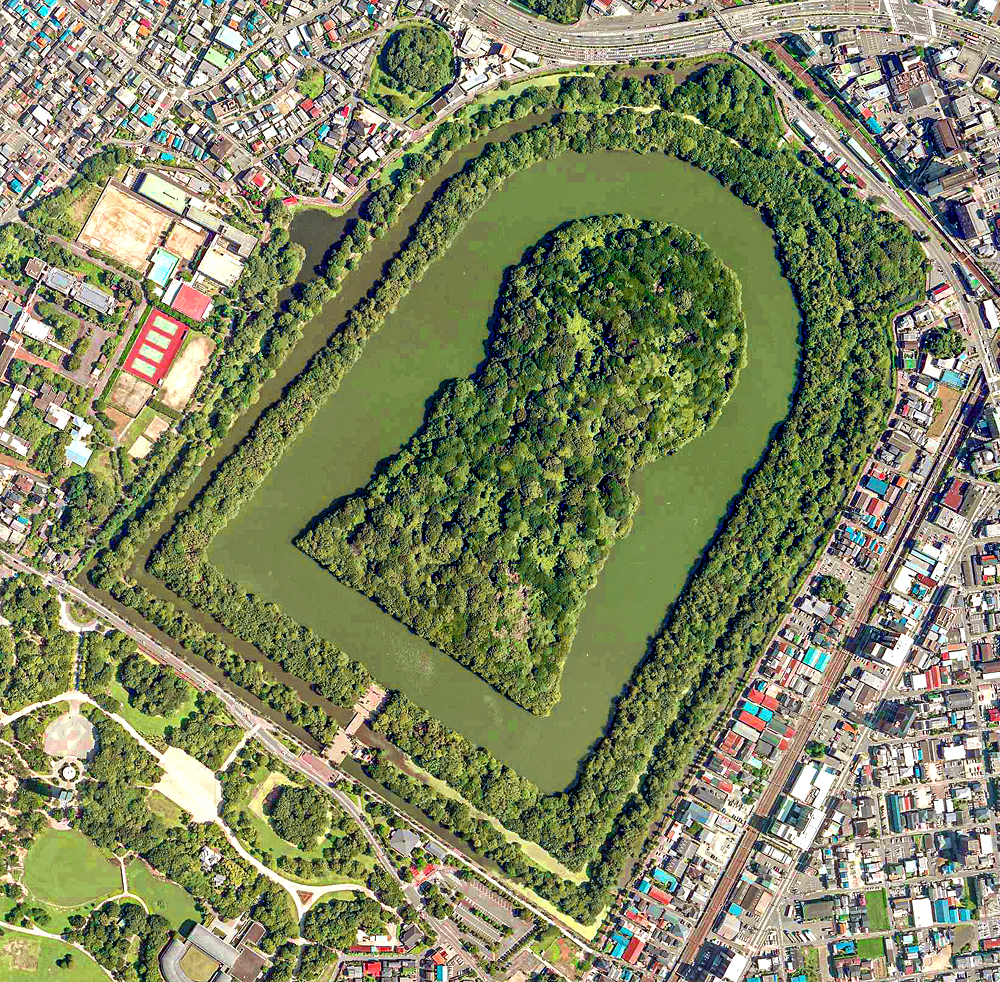
Grabanlage des Kaisers Nintoku, Luftbild

Das in der Kofun-Periode geeinte Japan nahm seinen Anfang in der fruchtbaren Kinai-Ebene. Ihren Namen erhielt die Periode von den schlüssellochförmigen Grabbauten (古墳 kofun) der Herrscher.
Um das Jahr 400 herum befand sich in der Provinz Yamato (heute Präfektur Nara) ein Machtzentrum, das seinen Einfluss allerdings noch nicht auf die Kantō-Ebene, die Region Tōhoku und Hokkaidō ausgedehnt hatte. Diese Zeit sah einen intensiven Austausch mit China. Sowohl die chinesische Schrift als auch religiöse Ideen (Buddhismus, Konfuzianismus, Daoismus) fanden im 4. und 5. Jahrhundert allmählich ihren Weg nach Japan. Unter einem teilweise nur repräsentativen Tennō (Kaiser) lag die politische Macht größtenteils in Händen der Familie Soga, die den Buddhismus förderte. Nicht nur der Buddhismus, auch die Zentralisierung des Staats nach chinesischem Muster wurde von den Soga angestrebt. Es wurde der chinesische Kalender eingeführt. Im 7. Jahrhundert wurde die Soga-Herrschaft brutal von rivalisierenden Familien beendet.
Mit der koreanischen Gaya-Föderation (auch als Mimana bezeichnet) bestanden enge politische und militärische Kontakte. Gaya wurde 562 n. Chr. vom koreanischen Königreich Silla erobert.

## Kofun-Grabhügel
Die Kofun genannten Grabhügel enthielten große steinerne Grabkammern. Einige der Hügel waren von Gräben umgeben. In der Spätzeit wurden die typischen Grabkammern, die ursprünglich nur für die herrschende Klasse gedacht waren, auch für Menschen aus dem gemeinen Volk angelegt. Kofun-Grabhügel wurden in vielen Formen errichtet. Die einfachsten Formen waren Kreise oder Quadrate. Eine besondere Form ist die Schlüssellochform (zempō kōen), mit einem quadratischen Hügel vorn und einem sich dahinter anschließenden runden Hügel. Viele der Grabhügel waren ursprünglich natürliche Hügel, die möglicherweise in ihre endgültige Form umgestaltet worden sind. Kofun variieren in der Größe von einigen Metern bis zu über 400 m Länge.
Man nimmt an, dass die größten Gräber die der Kaiser Ōjin und Nintoku sind. Kofun werden danach geordnet, ob der Eingang zur steinernen Grabkammer senkrecht (tate-ana) oder waagerecht (yoko-ana) ist (siehe auch Artikel Kofun).

## Gesellschaft während der Kofun-Zeit

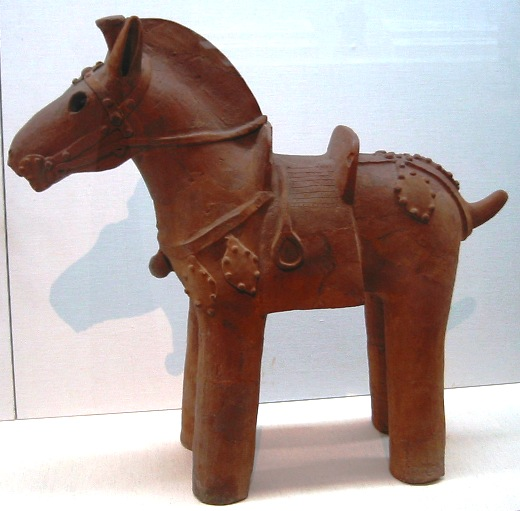
Haniwa-Pferdefigur, komplett mit Sattel und Steigbügel, frühes 6. Jahrhundert, Japan

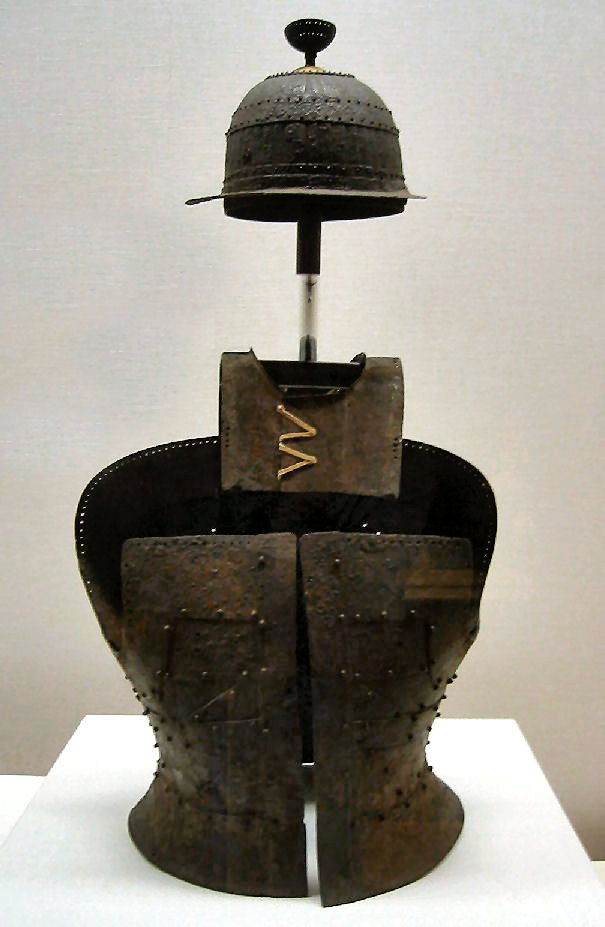
Eiserner Helm (Kabuto) und Rüstung (Tankō) mit Bronzeverzierung, Kofunzeit, Tokyo National Museum

Während der Kofun-Zeit entwickelte sich eine Feudalgesellschaft mit militaristischen Herrschern. Die Kavallerie war mit Rüstungen, Schwertern und anderen Waffen ausgestattet, und verwendete fortschrittliche Taktiken, wie sie im damaligen Nordostasien üblich waren. Fortschritte auf diesem Gebiet lassen sich in Grabfiguren erkennen, den sogenannten Haniwa. Das heißt wörtlich Tonringe. Sie wurden in Tausenden von Kofun gefunden, die über ganz Japan verstreut sind. Die wichtigsten Haniwa wurden im südlichen Honshu gefunden, besonders in der Kinai-Gegend um Nara und im nördlichen Kyushu. Haniwa-Grabbeigaben besaßen zahlreiche verschiedene Formen wie Tierfiguren in Gestalt von Pferden, Hühnern, Vögeln, Fasanen oder Fischen, oder Formen von Objekten wie Häusern, Waffen, Schilden, Sonnenschirmen, Kissen oder menschliche Figuren in Gestalt von Männern und Frauen. Eine andere Grabbeigabe, das Magatama, wurde eines der Machtsymbole des kaiserlichen Hauses. Viele der Kulturobjekte aus dieser Zeit sind kaum von zeitgenössischen Gegenständen von der südlichen koreanischen Halbinsel zu unterscheiden. Dies deutet darauf hin, dass Japan zu dieser Zeit in engem politischem und wirtschaftlichem Kontakt über Korea mit Festlandasien stand. Tatsächlich wurden bronzene Spiegel sowohl in Japan als auch in Korea gefunden, die in derselben Form gegossen worden waren.
Die Kofun-Zeit war eine wichtige Phase in der Evolution hin zu einem zusammenhängenden und erkennbaren Staat. Die Gesellschaft war am weitesten entwickelt in der Kinai-Region und dem östlichsten Teil des Binnenmeers (Seto-Inlandsee). Die japanischen Herrscher baten sogar den chinesischen Hof um Bestätigung der königlichen Titel.
Die Yamato-Gesellschaftsordnung, die sich im späten fünften Jahrhundert herausbildete, zeichnete sich durch mächtige und ausgedehnte Großfamilien einschließlich deren Gefolgsleuten aus. Jede Großfamilie wurde von einem Patriarchen geleitet, der heilige Riten zu Ehren des Kami der Familie ausübte, um das langfristige Wohlergehen der Familie zu sichern. Die Familienangehörigen waren die Adligen, und an der Spitze stand die königliche Familienlinie, die den Yamato-Hof kontrollierte. Die Kofun-Zeit wird von manchen westlichen Gelehrten auch als Yamato-Zeit bezeichnet, da sich diese örtliche Stammesordnung gegen Ende der Kofun-Zeit zur kaiserlichen Dynastie entwickelte. Japanische Archäologen wiederum betonen die Tatsache, dass in der ersten Hälfte der Kofun-Periode auch andere regionale Häuptlinge wie die Kibi in der Nähe des heutigen Okayama im Wettstreit um die Vorherrschaft standen.

## Einführung des Buddhismus
In der späten Kofun-Zeit kam es zu einem regen kulturellen Austausch mit Festlandasien. Aus Korea wurde der Buddhismus übernommen, vermutlich im Jahr 538. Dies setzte Japan einer neuen religiösen Lehre aus. Die Soga, eine höfische japanische Familie, die mit der Thronbesteigung von Kaiser Kimmei im Jahr 531 zu Bedeutung gelangte, förderten sowohl die Übernahme des Buddhismus als auch von Regierungspraktiken und kulturellen Modellen, die auf dem chinesischen Konfuzianismus beruhten. Doch einige am Yamato-Hof wie die Nakatomi-Familie und die Mononobe-Familie beharrten auf den hergebrachten Traditionen und verweigerten sich dem neuen Buddhismus. Dies erklärt sich bei der Nakatomi-Familie, die später auch mit dem Namen Fujiwara bekannt wurde, damit, dass sie mit der Durchführung der Shintōrituale betraut war und auf den darauf gründenden Einfluss nicht verzichten wollte. Die Soga führten Steuerpraktiken nach chinesischem Vorbild ein und etablierten das erste nationale Finanzministerium. Bitterkeit herrschte für mehr als hundert Jahre zwischen den Soga auf der einen und den Nakatomi und den Mononobe auf der anderen Seite, wobei die Soga zeitweilig die Oberhand gewinnen konnten.
Die Kofun-Zeit wird im Jahr 538 als beendet angesehen, als die Verwendung der kunstvollen Kofun durch die Yamato-Familie und andere herrschende Familien wegen des neuen buddhistischen Glaubens außer Mode geriet. Dieser betonte den Durchgangscharakter des menschlichen Lebens. Das gemeine Volk und Adlige in abgelegenen Gegenden errichteten Kofun-Grabhügel noch bis ins späte siebte Jahrhundert, und einfacher und anders gestaltete Grabhügel wurden auch noch in der folgenden Zeitperiode errichtet. An die Kofun-Zeit schließt sich die Asuka-Zeit an.